# John Charmley
John Denis Charmley (* 9. November 1955; † 12. Mai 2025) war ein britischer Historiker. Er lehrte „Neuere und neueste britische Geschichte“ an der University of East Anglia und wurde vor allem durch seine unkonventionellen Werke über den britischen Staatsmann Winston Churchill bekannt. Seit 2011 war er außerdem Chefredakteur der akademischen Fachzeitschrift History.

## Positionen
Im Gegensatz zur dominanten Position der historischen Forschung wertete Charmley Churchills Kriegspolitik im Zweiten Weltkrieg als einen Fehlschlag und warf dem ehemaligen Premierminister des Vereinigten Königreichs insbesondere vor, dass dieser das britische Empire „verspielt“ habe. Den Hauptgrund für den Zusammenbruch des Empires meinte Chamley in Churchills Weigerung zu erkennen, 1940 einen „ehrenhaften“ Frieden mit dem nationalsozialistischen Deutschland zu schließen. Der Krieg gegen Deutschland habe Großbritannien gezwungen, Kräfte, die zur Erhaltung des Empire in dessen Überseegebieten eingesetzt werden hätten müssen, im Überlebenskampf des britischen Kernstaates aufzubieten. Dadurch sei das Empire schließlich zerfallen. 
Zudem habe Churchills Bündnis mit dem antiimperialistischen US-Präsidenten Roosevelt diese Tendenz noch weiter verschärft und sich als eine schwere, letztlich vernichtende Hypothek für das Empire herausgestellt. Ein Friedensschluss mit Hitler – der dem Empire wohlgesinnt gewesen sei – hätte einen Partner „ins Boot“ geholt, der britischen Interessen weitaus weniger gleichgültig-ablehnend gegenübergestanden hätte als die amerikanische Führung. Zudem hätte ein Friedensschluss mit Deutschland Großbritanniens Machtposition weiter gestärkt, da Deutschland dann seine ganze Kraft auf Russland gerichtet hätte mit dem Ergebnis, dass sowohl die Sowjetunion als auch das Deutsche Reich größere Verluste davongetragen hätten, während Großbritannien in Ruhe stärker gewesen wäre, um schließlich als Schiedsrichter aufzutreten.
Charmley hat in mehreren seiner Bücher betont, dass Churchills Kriegspolitik den Aufstieg der Labour Party und die Heraufkunft „sozialistischer Verhältnisse“ in Großbritannien begünstigt habe.
Als Kritiker von Charmleys Positionen sind unter anderem Manfred Weidhorn, Christian Graf von Krockow und Corelli Barnett aufgetreten. Die Ablehnung seiner Thesen entzündet sich unter anderem an dessen Position, dass das Empire überhaupt noch zu retten gewesen wäre, und an seiner Auffassung, dass eine verlässliche Friedensregelung mit Hitler möglich gewesen wäre. Sie argumentieren gegen Charmley, ein Friedensschluss 1940 wäre für Hitler nicht als dauerhafter Frieden akzeptiert worden, sondern lediglich als Verschnaufpause, um „ungestört Kraft für weitere aggressive Unternehmungen sammeln zu können.“ Insbesondere wird darauf hingewiesen, wie nahe am Scheitern die Verteidigung der Sowjetunion in den Jahren 1941 bis 1943 gewesen ist, so dass ohne Großbritannien im Rücken Hitler vermutlich die entscheidenden Kräfte hätte frei machen können, um vor Moskau, in Stalingrad und Kursk zu siegen.

## Werke
- Duff Cooper, 1986. (Biografie des britischen Politikers Alfred Duff Cooper, 1. Viscount Norwich)
- Lord Lloyd and the Decline of the British Empire, 1987. (Biografie des britischen Staatsmannes Lord Lloyd)
- Chamberlain and the Lost Peace, 1989.
- Churchill: The End of Glory, 1993.
- Churchill’s Grand Alliance 1940–1957, 1995.
- A History of Conservative Politics 1900–1996, 1996.
- Splendid Isolation? Britain and the Balance of Power 1874–1914, 1999.
- in deutscher Sprache:
- Churchill. Das Ende einer Legende. Propyläen Verlag, Berlin 1995, ISBN 978-3-549-05467-3. Neuausgabe im Ullstein Verlag, Berlin 1997, ISBN 978-3-548-26502-5.
- Der Untergang des Britischen Empires. Roosevelt – Churchill und Amerikas Weg zur Weltmacht. Ares Verlag, Graz 2005, ISBN 978-3-902475-04-6.